# Susie Morgenstern
Pour les articles homonymes, voir Morgenstern.
Susie Morgenstern, née Hoch le 18 mars 1945 à Newark dans l'État du New Jersey, est une auteure américaine et française de littérature pour la jeunesse.

## Biographie
Susie Morgenstern naît le 18 mars 1945 à Newark dans le New Jersey. Elle a deux sœurs aînées, Sandra et Effie, respectivement 8 ans et 5 ans plus âgées qu'elle. Leur père, Meyer Hoch, est né en Pologne ; leur mère, Sylvia Needleman, est née à Brooklyn, de parents russes. Tous deux sont juifs et leur union est un mariage arrangé,.  
Susie Morgenstern fait ses études aux États-Unis, en Israël et en France, où elle arrive à l'âge de 22 ans et soutient une thèse de doctorat en littérature comparée (Les fantasmes chez l'écrivain juif contemporain). 
Elle se marie avec le mathématicien Jacques Morgenstern en 1967 et ils s'installent à Nice. Jacques Morgenstern meurt en 1994, après avoir été longtemps le premier lecteur de ses manuscrits,.
Elle commence sa carrière en tant qu'auteure (en langue française) et illustratrice pour la jeunesse. Elle publie, notamment, à l'École des loisirs, des livres devenus des classiques de la littérature de jeunesse : La Sixième, La Première Fois que j'ai eu seize ans, Confessions d'une grosse patate ou Lettres d'amour de 0 à 10.
Elle enseigne également l'anglais, jusqu'en 2005, à l'université Nice-Sophia-Antipolis.
Susie Morgenstern se dit « furieusement amoureuse » de la France. Elle conçoit l'écriture comme ce qui l'a aidée à survivre. Elle publie en 2021 un récit autobiographique, Mes 18 exils.
Elle est la mère de la linguiste Aliyah Morgenstern.
Elle a survécu à un cancer de l'ovaire à 70 ans.

## Œuvres
- L’Alphabet hébreu (1977)
- Je n’ai rien à faire et je ne sais pas quoi faire (1978)
- La Grosse Patate (2001)
- Papa, Maman, la musique et moi (1982)
- C’est pas juste, ou les déboires d’une petite fille entreprenante (1982)
- Les Deux Moitiés de l’amitié (1983)
- Un anniversaire de Rayan (1983)
- J’en ai marre de ma sœur (1984)
- Oukélé la télé (1984) illustré par Pef
- La Sixième (1985)
- Une vieille histoire (1985)
- Terminale ! tout le monde descend (1985)
- Musée Blues (1986)
- Toqués de cuisine (1986)
- Alibi (1986)
- Premier amour, dernier amour (1987)
- Paris Alibi (1987)
- Jacques au matin mollasson (1988)
- New-York Alibi (1988)
- La Plage en béton (1989)
- Cucul la praline (1989)
- Europe Alibi (1990)
- Tonton Couscous (1990), illustrations d'Anne Tonnac[9]
- La Première Fois que j'ai eu seize ans (1990), adapté au cinéma sous le titre La Première Fois que j'ai eu 20 ans
- Margot Mégalo (1991)
- Même les princesses doivent aller à l'école (1991)
- La Grosse Princesse (1992)
- Un jour mon prince grattera (1993)
- L'Amerloque (1993), adapté à la télévision en 1996
- Un papa au piquet (1993)
- A, B … C.P. (1994)
- Sa Majesté la maîtresse (1994)
- Barbamour (1994)
- Lettres d'amour de 0 à 10 (1996)
- Le Fiancé de la maîtresse (1997)
- Le Vampire du C.D.I (1997)
- Trois jours sans (1998)
- Joker (1999)
- Les Potins du potager (1999)
- Et moi alors ? (2000)
- Pas de bol (2001)
- Les Treize Tares de Théodore (2001)
- La Liste des fournitures (2002)
- Halloween Crapaudine (2002)
- Archimède, la recette pour être un génie (2002)
- Double doudou (2002)
- Privée de bonbecs (2002)
- L'Autographe (2003)
- Pas (2003)
- Je t'aime (2003)
- Confessions d'une grosse patate (2003)
- Je te hais (2004)
- Do ré mi (2004)
- L’Agenda de l’apprenti écrivain (2005)
- L'Orpheline dans un arbre (2005)
- Je t’aime (encore) quand même (2005)
- Comment ça va ? (2006)
- Une mère, comment ça aime ? (2006)
- Je ferai des Miracles (2006)
- Les Fées du camping (2007)
- Ensemble tzedaka (2007)
- Le Club des crottes (2007)
- Emma (2007):
  - Emma et le carnet à secrets
  - Emma et ses deux mamies
  - Emma et son meilleur copain
  - Emma et l'école
  - Emma et le bain à la banane
  - Emma chez le coiffeur
  - Emma fait la danse
  - Emma et le cadeau de Noël
  - Emma et le goûter de Papa
  - Emma se fait belle
- Ma boîte à histoires (2007)
- Les Comptines de ma mère l’oie (2007)
- Le Cadeau de fin d’année (2008)
- Le Cœur en panne (2008)
- Le Cadeau de noël (2009)
- Tu veux être ma copine ?, illustrations de Claude K. Dubois, L’École des loisirs, 2010
- Ma nouvelle boîte à histoires (2010)
- Mademoiselle Météo (2011)
- Supermoyen, illustrations de Claude K. Dubois, L’École des loisirs, 2011
- La Chemise d'une femme heureuse (+CD) (2011)
- Princesse Atchoum (2013)
- Comment tomber amoureux...sans tomber (2014)
- iM@mie (2015)
- Espionnage intime (2016)
- Avec Lilas Nord : La Famille Trop d’filles, Mon livre d’amitié (2017)
- Be Happy ! Mes plus belles comédies musicales (2018) (Coup de coeur Jeune Public automne 2018 de l'Académie Charles-Cros)[10].
- Mes 18 exils (2021) (autobiographie)
- Soutif (2021) illustré par Catel Muller[11]

## Décorations
- Chevalier de la Légion d'honneur (Décret du 25 mars 2016[12])
- Officier de l'ordre des Arts et des Lettres (Arrêté du 17 janvier 2013[13])

### Audiographie
- Christophe Hondelatte, Susie et Georges, Europe 1, 30 octobre 2018.
- Zoé Sfez, « Susie Morgenstern », sur France Culture, 31 août 2020 (consulté le 1er octobre 2022)